# Левитська Ірина Георгіївна
Іри́на Гео́ргіївна Леви́тська (14 лютого 1927, Київ — 24 вересня 2012, Греція) — українська художниця, членкиня Національної спілки художників України (з 1963 року), заслужений художник України, лавреатка міжнародної премії ім. П. П. Гулака-Артемовського.

## Біографія
Народилася в Києві. У 1954 році закінчила Львівський державний інститут прикладного та декоративного мистецтва. Педагоги з фаху — Йосип Бокшай, Ростислав Сильвестров. Працювала в галузі живопису, графіки, монументального мистецтва.

## Основні твори
- Оформлення експозиції в етнографічно-меморіальному музеї Володимира Гнатюка у Велесневі (1967).
- Вітражі в Чернігівському історичному музеї ім. В. В. Тарновського
- Вітражі в Переяславському археологічному музеї (1972—1975).
- Вітражі та карбування на станціях метро «Поштова площа», «Контрактова площа» (у співавторстві, 1976), «Лісова» (у співавторстві, 1979).
- Серія акварелей, літографій, ліногравюр «Історія Київської Русі» (1970—1990).

## Публікації
- Левитська І. Г. Поділ: «Поштова площа» — через 25 років // Поділ і ми. — 2001. — № 4–5. — С. 46, 47. [Архівовано 22 вересня 2013 у WebCite]

## Родина
- Дочка: Левитська Марія Сергіївна (нар. 1955) — художник-сценограф, головний художник Національного театра опери та балету України (з 1989), народний художник України (2006), лауреат Державної премії ім. Т. Г. Шевченка (2003), член-кореспондент Академії мистецтв України (2004).

## Зображення

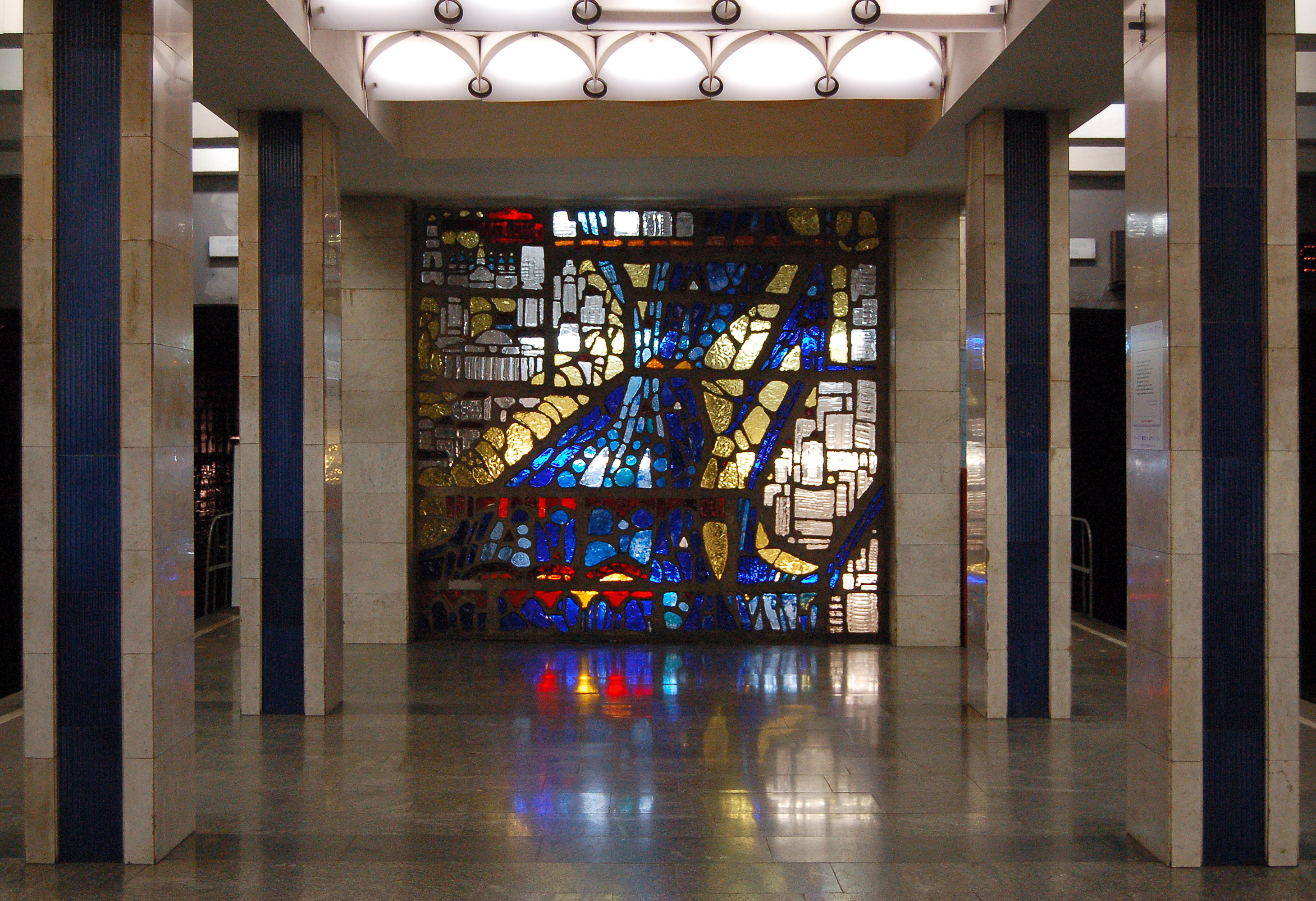
Вітраж на станції метро «Поштова площа»
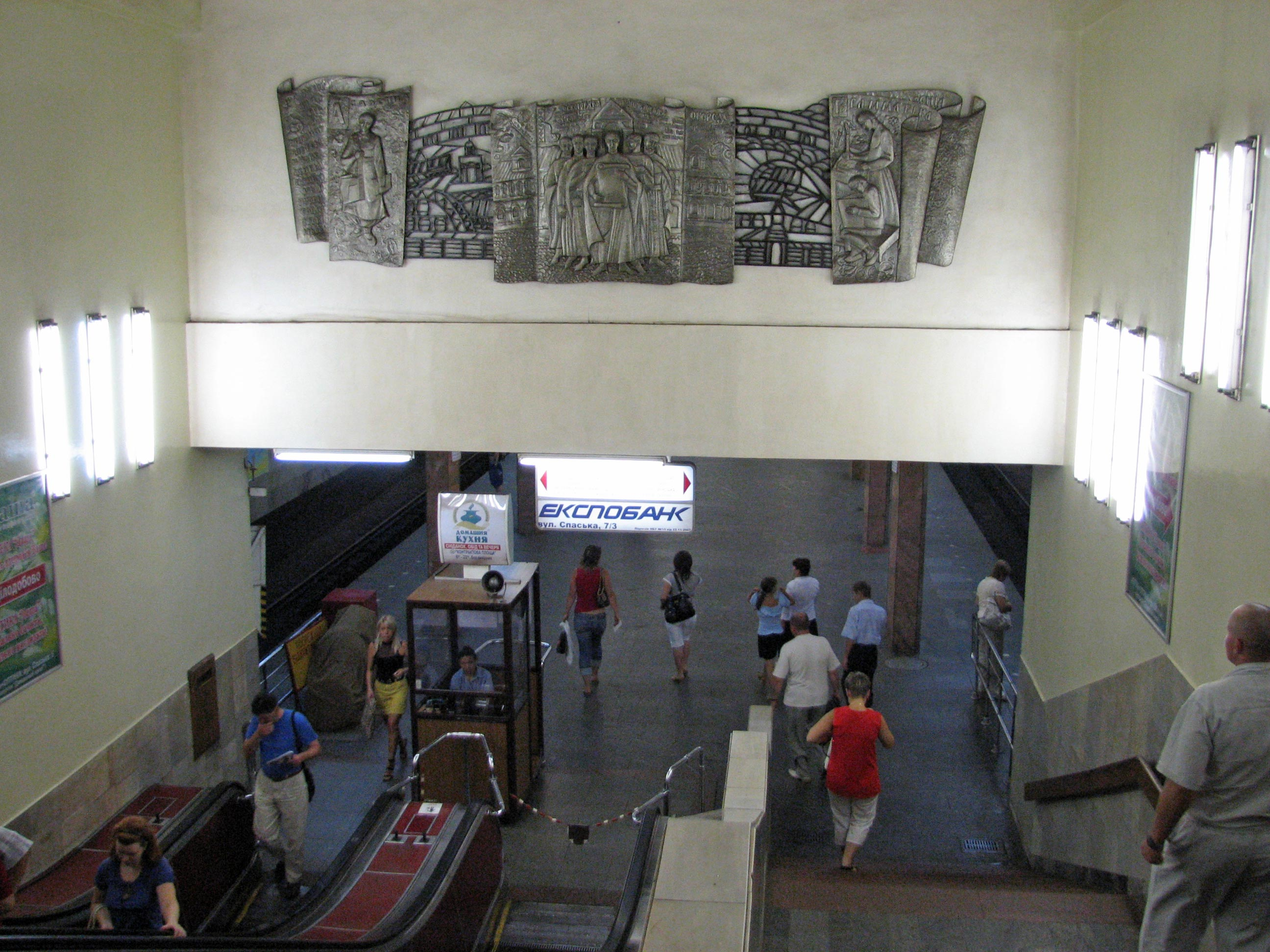
Карбування на станції метро «Контрактова площа»
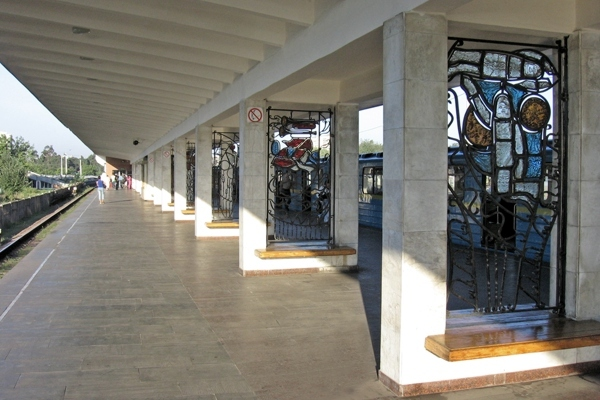
Станція метро «Лісова»